# سائو فیلیپه (کیپ ورد)
سائو فیلیپه (انگلیسی: São Filipe, Cape Verde) شهری است که در سواحل غربی جزیره فوگو، دماغه سبز، کیپ ورد واقع شده است. این شهر پایتخت جزیره است و مرکز سائو فیلیپه (دماغه سبز) به‌شمار می‌آید. فرودگاه جزیره، فرودگاه سائو فیلیپه، در لبه جنوب شرقی شهر واقع شده و بندر جزیره ۴ کیلومتر شمال مرکز شهر در واله دو کاوالیرس قرار دارد. ارتفاع شهر ۲۰ متر از سطح دریا است.

## تاریخچه
سائو فیلیپه در قرن ۱۶ تأسیس شد و پس از ریبرا گرانده، به‌عنوان دومین شهر قدیمی کیپ ورد شناخته می‌شود، اما تا سال ۱۹۲۲ منشور شهری به آن داده نشد. این شهر به دلیل کشت پنبه که در سواحل آفریقا به فروش می‌رسید، رونق پیدا کرد. در سال ۱۶۵۵، سائو فیلیپه توسط دزدان دریایی فلاندری نابود شد. در قرن ۱۸، این شهر مانند ریبرا گرانده وارد رکود اقتصادی شد. کشت پنبه جای خود را به تولید شراب، قهوه و جاتروفا (برای تولید روغن و صابون) داد که منجر به رونق اقتصادی در قرن ۱۹ شد. خانه‌های نماینده شهری (sobrados) در مرکز شهر، اطراف کلیسای محلی ساخته شدند. در حال حاضر، ۷۰٪ خانه‌های مرکز شهر از قرن ۱۹ به جا مانده‌اند.